# Alulim
Alulim este considerat și înregistrat ca primul rege din istorie. El este primul rege din cei 10 regi legendari sumerieni care au domnit înainte de potop. Aceștia sunt: Alulim, Alalgar, Enmenluana, Enmengalana, Dumuzi, Enmendurana, Ensipadzidana, Sukurlam, Ubara-Tutu și Ziusudra. Conform scrierilor sumeriene Alulim este provenit de pe Planeta Nibiru și a domnit 30 000 de ani. Mulți istorici nu îl recunosc ca fiind adevărat, ci doar o legenda a orașului Eridu, orașul in care a domnit Alulim și locul in care s-a născut Civilizația. Credință sumerienilor ca Alulim este primul rege legendar la Terrei se contrazice cu credința egiptenilor că Geb, zeul gâsca egipteană, care este primul rege din istorie, conform Egiptului Antic. 